# As-Salihijja (Al-Hasaka)
As-Salihijja – wieś w Syrii, w muhafazie Al-Hasaka. W 2004 roku liczyła 251 mieszkańców.